# Skylines (série télévisée)
Pour les articles homonymes, voir Skyline.
Ne doit pas être confondu avec Skylines (film).
 (octobre 2019).
Si vous disposez d'ouvrages ou d'articles de référence ou si vous connaissez des sites web de qualité traitant du thème abordé ici, merci de compléter l'article en donnant les références utiles à sa vérifiabilité et en les liant à la section « Notes et références ».
Skylines ou Le Marteau et l'enclume au Québec, est une série télévisée dramatique allemande en six épisodes d'environ 56 minutes créée par Dennis Schanz, mise en ligne le 27 septembre 2019 sur Netflix, incluant les pays francophones. La série traite de la maison de disques fictive Skyline à Francfort-sur-le-Main et de ses liens avec le crime organisé.

## Synopsis
Le producteur hip-hop Jinn reçoit l'offre d'une vie de Skylines Records, un label dirigé par le rappeur Kalifa. Mais quand le frère de Kalifa revient d'exil, le monde de la musique et celui du crime organisé se heurtent. 

## Origines
Le personnage principal Kalifa est basé sur le rappeur Haftbefehl d'Offenbach qui contribue à la chanson titre de la série.

## Distribution
- Edin Hasanović (de) : Johannes « Jinn » Dietz
- Peri Baumeister : Sara Reinhard
- Murathan Muslu (de) : Kadir « Kalifa » Yakut
- Erdal Yıldız (de) : Ardan Yakut
- Richy Müller : Raimund Dietz
- Anna Herrmann (de) : Liliane « Lily » Dietz

## Production
Le 15 novembre 2019, la série est annulée.

## Fiche technique
- Réalisation : Maximilian Erlenwein (de) (épisodes 1 à 3), Soleen Yusef (épisodes 4 à 6)
- Scénario : Dennis Schanz (tous), Ole Lohmann (épisode 3), Kim Zimmermann (épisode 4), Oliver Karan (épisode 5), Arne Ahrens (épisode 6)

## Épisodes
1. Zéro six neuf (Null sechs neun)
2. L'Éclat de l'horizon (Skyline glänzt)
3. Ce que je veux dire (Was ich meine)
4. Avis de tempête (Sturm)
5. Une rose dans le béton (Rose im Beton)
6. Ange ou Démon (Engel oder Teufel)